# Speleobregma lanzaroteum
La espeleobregma de Lanzarote (Speleobregma lanzaroteum) es una especie de anélido de la familia Scalibregmatidae, endémico del tubo volcánico de La Corona, al norte de Lanzarote, en las Canarias (España). La especie vive en las columna de agua del túnel subacuático, donde nada mientras se alimenta de materia orgánica en suspensión.
Hasta 2010, la especie solo se conocía a partir de un ejemplar recolectado en la década de 1980 por el equipo norteamericano dirigido por el Dr. Thomas Iliffe. Durante la expedición organizada por la Universidad de Copenhague y apoyada por el cabildo de Lanzarote, en noviembre de 2010, se recolectaron dos ejemplares más, que permitieron confirmar la posición filogenética de la especie así como conocer más detalles a cerca de su morfología.
La especie mide aproximadamente 8 mm de longitud por 0,8 mm de ancho máximo. La coloración del cuerpo es amarillo-pardusco, con manchas glandulares más oscuras en los parapodios. El prostomio mide 190 a 210 µm de longitud por 170 a 190 µm de ancho, con una proyección triangular posterior y lleva un par de palpos cilíndricos, provistos de bandas ciliares móviles que producen corrientes de agua. Presenta boca circular ventral. Carece de ojos y posee en cambio órganos nucales en surcos dorsolaterales entre el prostomio y peristomio, que mide entre 112 y 123 µm de largo por 330 a 335 µm de ancho. Parapodios birrameos con papilas sensoriales. Las notosedas son simples capilares, mientras que las neurosedas son geniculadas. Pigidio con dos lóbulos adhesivos esféricos y densamente papiloso.